# Ленокс (Джорджія)
Ленокс (англ. Lenox) — місто (англ. town) в США, в окрузі Кук штату Джорджія. Населення — 752 особи (2020).

## Географія
Ленокс розташований за координатами 31°15′55″ пн. ш. 83°28′6″ зх. д. / 31.26528° пн. ш. 83.46833° зх. д. (31.265321, -83.468213).  За даними Бюро перепису населення США в 2010 році місто мало площу 4,21 км², з яких 4,13 км² — суходіл та 0,08 км² — водойми.

## Демографія
Згідно з переписом 2010 року, у місті мешкали 873 особи в 337 домогосподарствах у складі 229 родин. Густота населення становила 208 осіб/км².  Було 400 помешкань (95/км²).
Расовий склад населення:
| - 56,4 % — білих - 36,0 % — чорних або афроамериканців - 0,9 % — азіатів - 0,2 % — корінних американців - 5,2 % — осіб інших рас |

До двох чи більше рас належало 1,4 %. Частка іспаномовних становила 6,4 % від усіх жителів.
За віковим діапазоном населення розподілялося таким чином: 23,8 % — особи молодші 18 років, 62,3 % — особи у віці 18—64 років, 13,9 % — особи у віці 65 років та старші. Медіана віку мешканця становила 39,0 року. На 100 осіб жіночої статі у місті припадало 97,5 чоловіків;  на 100 жінок у віці від 18 років та старших — 95,0 чоловіків також старших 18 років.
Середній дохід на одне домашнє господарство  становив 38 028 доларів США (медіана — 26 667), а середній дохід на одну сім'ю — 39 948 доларів (медіана — 31 731). Медіана доходів становила 30 978 доларів для чоловіків та 24 135 доларів для жінок. За межею бідності перебувало 34,6 % осіб, у тому числі 38,2 % дітей у віці до 18 років та 23,0 % осіб у віці 65 років та старших.
Цивільне працевлаштоване населення становило 315 осіб. Основні галузі зайнятості: роздрібна торгівля — 18,1 %, мистецтво, розваги та відпочинок — 14,0 %, виробництво — 12,1 %, освіта, охорона здоров'я та соціальна допомога — 11,4 %.